# Bilvärlden
Bilvärlden är en tidning om bilar. Den gick tidigare under namnet Fyndbörsen och ingick ursprungligen i Bilsport.

### Fotnoter
1. 1 2  Automobil, Libris 3614538
2. ↑  TS-kontrollerad upplaga 2006
3. ↑  Orvesto Konsument 2004:2, se Fyndbörsen